# 정다운 (격투기 선수)
정다운(1993년 12월 7일 ~ )은 UFC(얼티밋 파이팅 챔피언십)의 라이트헤비급 (종합격투기) 부문에서 경쟁한 한국의 전문 종합격투기 선수이다. 2015년부터 프로 선수로 활약한 그는 이전에 HEAT에서 라이트 헤비급 챔피언으로 활동하기도 했다.

## 경력

### 초기 경력
2015년부터 경력을 시작한 정다운은 다양한 동아시아 지역 프로모션에서 11-2의 기록적인 싸움을 기록했으며, 가장 기억에 남는 업적은 나카지마 유토를 상대로 TKO를 통해 HEAT 라이트 헤비급 챔피언십에서 우승한 것이다.

### 얼티밋 파이팅 챔피언십
정다운은 2019년 8월 31일 UFC 파이트 나이트 157에서 동료 신인 카디스 이브라기모프를 상대로 UFC 데뷔전을 치렀다. 3라운드에서 스탠딩 길로틴을 통해 승리했다.
정다운은 2019년 12월 21일 UFC 파이트 나이트 165에서 마이크 로드리게스와 맞붙었다. 1라운드 KO승을 거뒀다.
정다은은 2020년 5월 2일 UFC Fight Night: Hermansson vs. Weidman에서 에드 허먼과 대결할 예정이었다. 그러나 4월 9일 데이나 화이트 UFC 회장은 대회를 다음 날짜로 연기한다고 발표했다. 허먼과의 시합은 2020년 8월 1일 UFC 파이트 나이트 175로 일정이 변경됐다. 그러나 정다운은 코로나19 팬데믹과 관련된 여행 제한 혐의로 7월 23일 시합에서 제외됐다.
정다운은 2020년 10월 24일 UFC 254에서 샘 앨비(Sam Alvey)와 맞붙었다. 앞뒤로 치열한 접전 끝에 경기는 무승부로 선언됐다. 21개 언론 매체 중 17개 매체가 Alvey의 경기에 득점을 올렸다.
정다운은 새 계약의 첫 시합으로 2021년 4월 10일 UFC on ABC 2에서 샤밀 감자토프와 맞붙을 예정이었다. 하지만 감자토프는 비자 문제로 3월 24일 경기에서 제외되고 윌리엄 나이트가 교체됐다. 정다운은 만장일치로 승리했다.
정다운은 2021년 10월 16일 UFC 파이트 나이트 195에서 케네디 은제츄쿠와 맞붙을 예정이었다. 그러나 알 수 없는 이유로 2021년 11월 13일 UFC 파이트 나이트 197로 경기가 연기됐다. 정다운은 1라운드 KO승을 거뒀다.
정다운은 2022년 7월 16일 UFC on ABC 3에서 더스틴 자코비와 맞붙었다. 1라운드에서 KO로 패했다.
정다운은 2023년 2월 4일 UFC 파이트 나이트 218에서 데빈 클라크와 대결했다. 만장일치로 패배했다.
정다운은 2023년 9월 10일 UFC 293에서 카를로스 울베르그와 맞붙었다. 리어네이키드 초크로 3라운드에서 패배했다.
정다운은 2024년 9월 28일 UFC 파이트 나이트 243에서 오우마르 시와 맞붙었다. 만장일치로 패배했다.
2024년 10월 8일 패배 후 정다운은 UFC 선수 명단에서 제외된 것으로 알려졌다.

### UFC 이후
2024년 12월 21일 정다운이 글로벌파이트리그와 계약한 것으로 알려졌다.